# Protos de Nonnendamm
Protos (también conocida como Protos de Nonnendamm por el nombre que adoptó la empresa en 1910, "Protos Automobilwerk Nonnendamm GmbH", que hacía referencia a Nonnendamm, un lugar próximo a Spandau en las inmediaciones de Berlín al que se trasladó el negocio), fue una empresa alemana dedicada a la fabricación de automóviles. Fundada en 1898 en Berlín por los ingenieros Alfred Sternberg y Oscar Heymann, comenzó a fabricar coches en 1905 y estuvo operativa hasta 1927.

## Historia

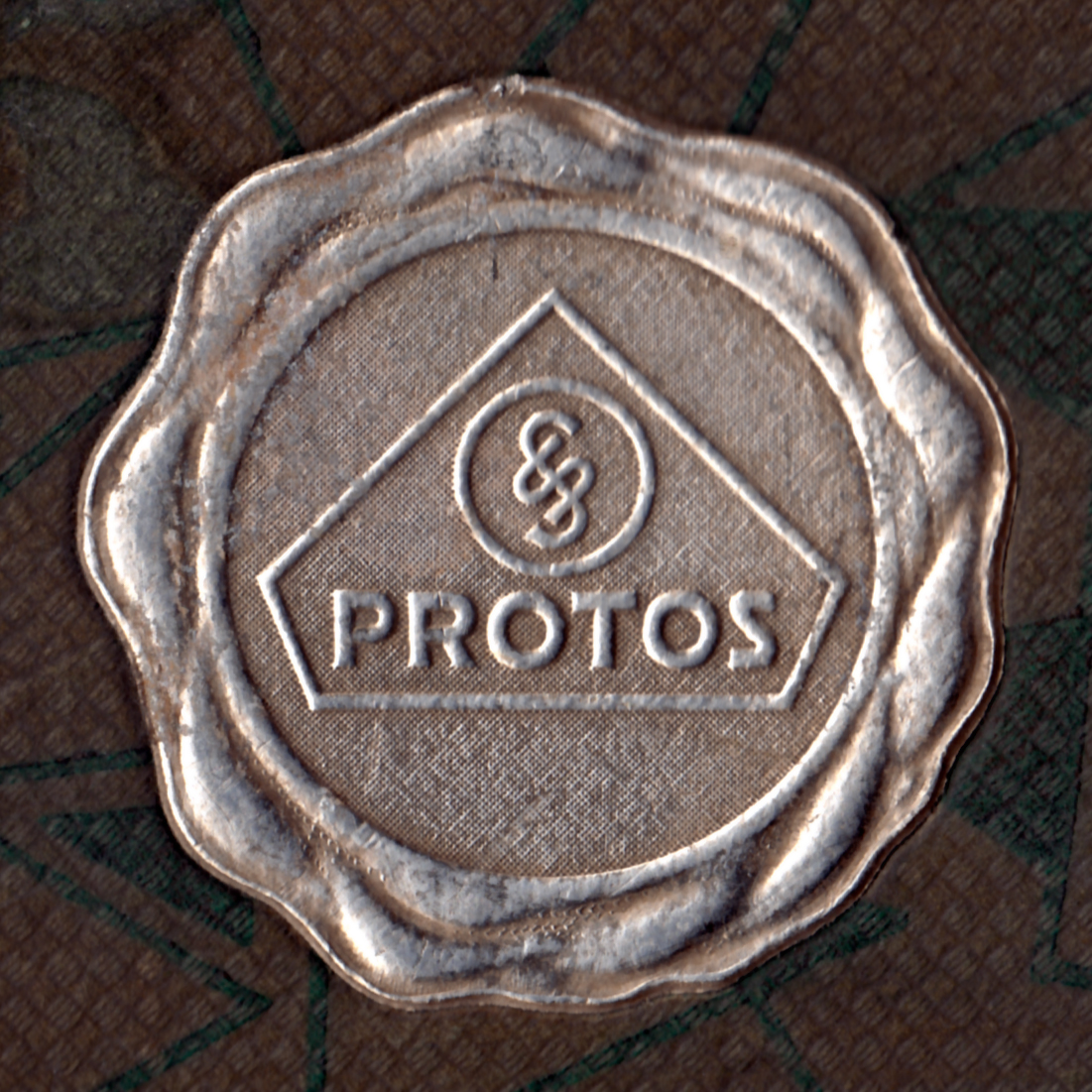
Emblema de Protos

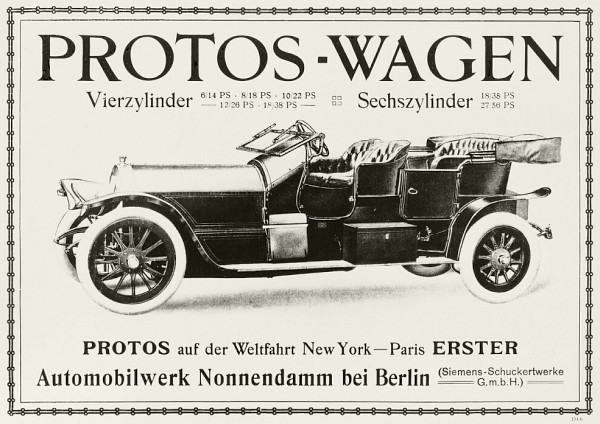
Anuncio del Tipo 1 (1908)

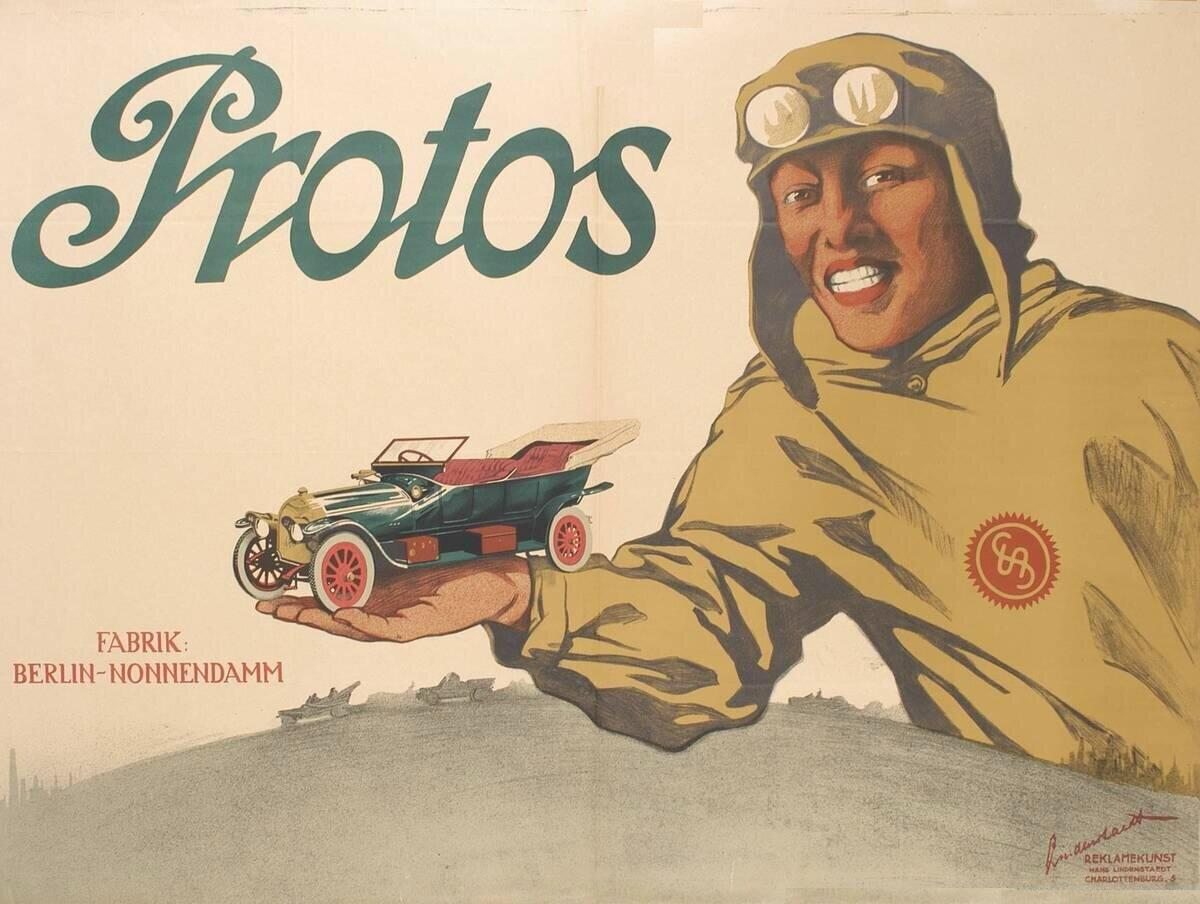
Cartel obra de Hans Lindenstaedt (1874-1928)

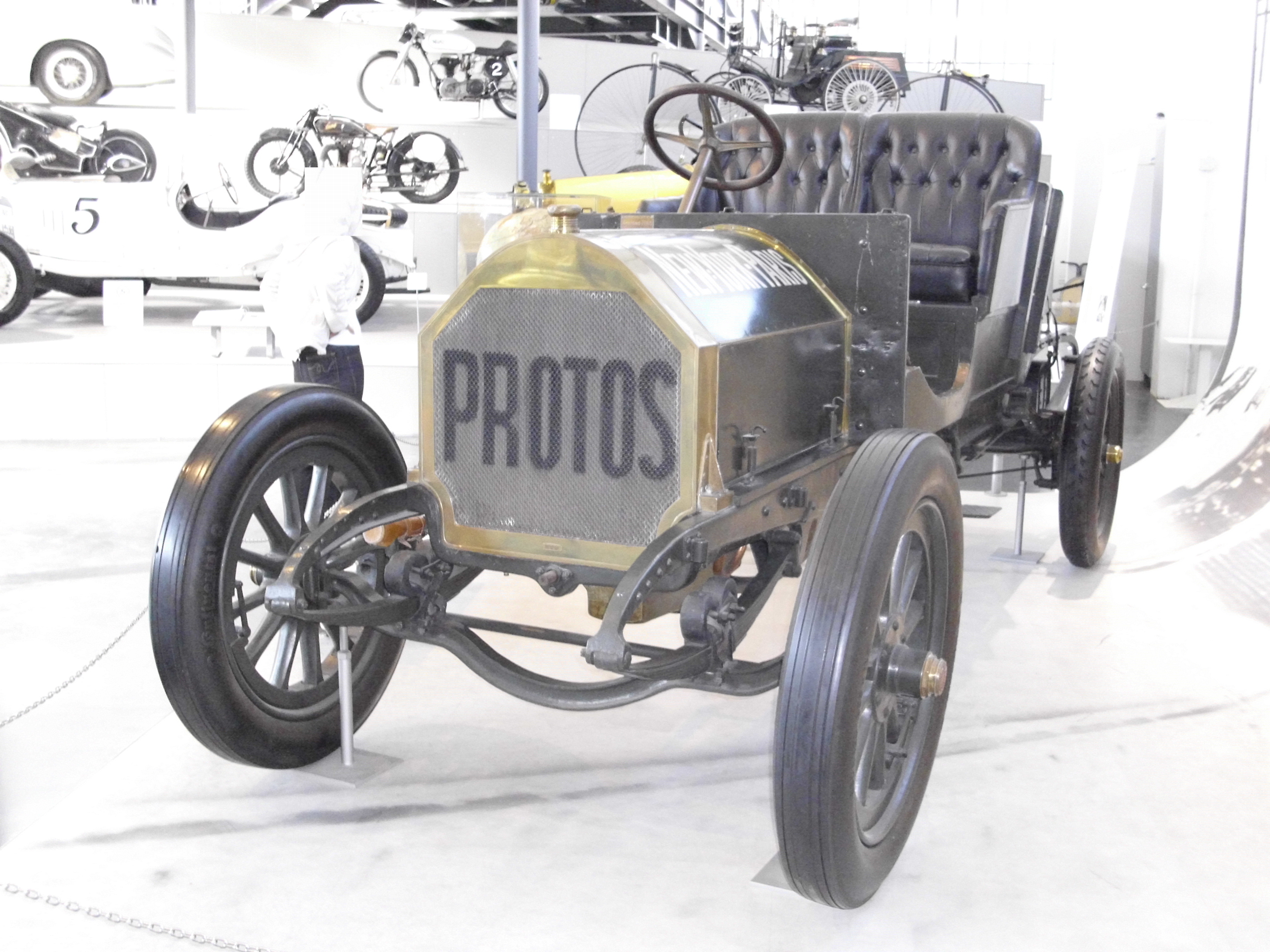
Protos de 1907

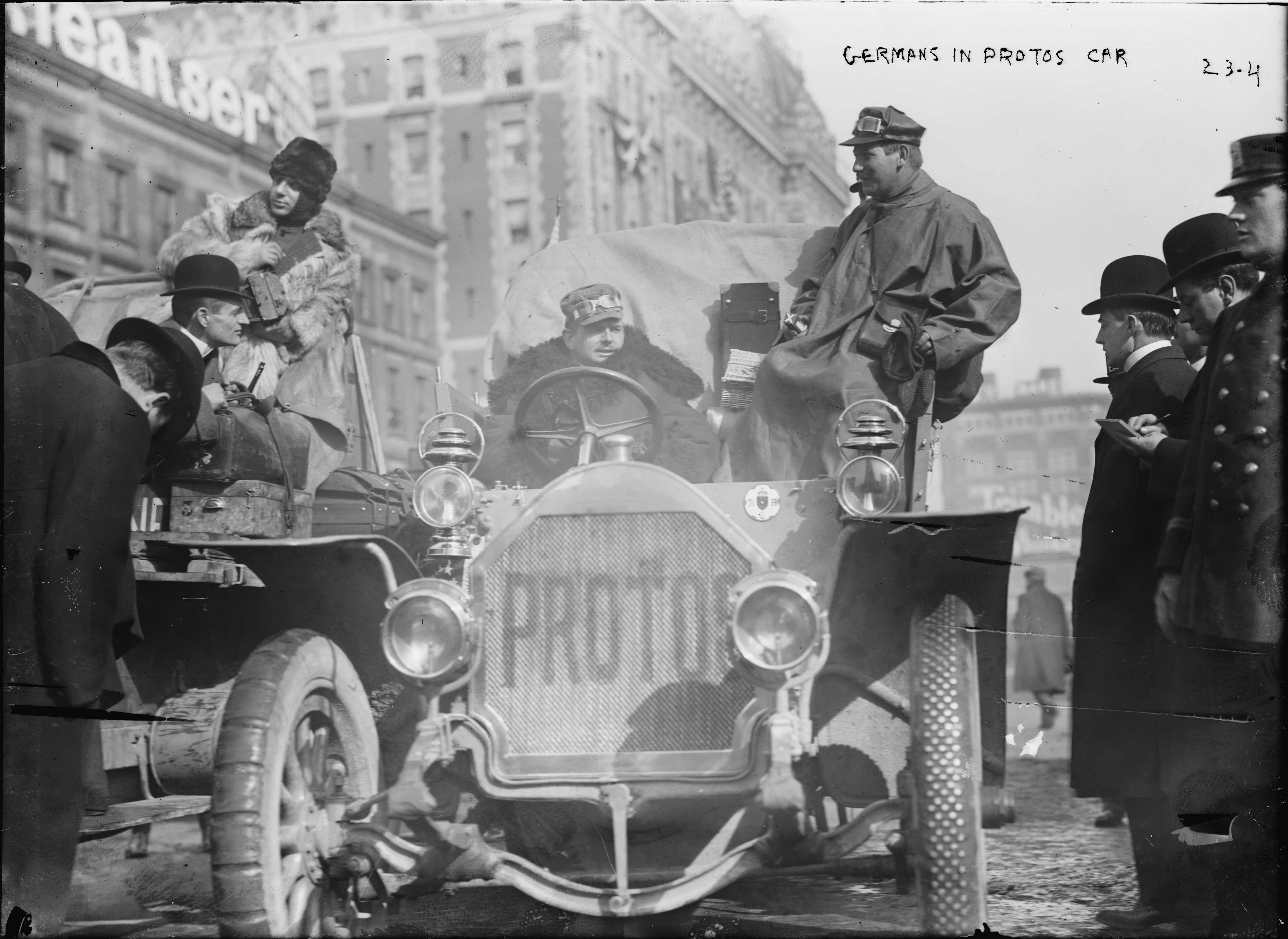
Protos convertible en la salida de la prueba Nueva York - París de 1908

Sternberg fabricó inicialmente una serie de pequeños motores monocilíndricos de 2,5 hp refrigerados por aire, y otros de 3,5 hp refrigerados por agua. En 1905 comenzó a producir automóviles con la marca Protos, desarrollando el nuevo 'kompensmotor' o motor compensado, que brindaba una conducción suave y rápida. Para amortiguar las vibraciones del motor, Sternberg diseñó un propulsor con dos cilindros y un tercer pistón colocado a 180 grados de los otros dos y que no tenía otra función que actuar como contrapeso a los dos pistones de trabajo. Este diseño revolucionario funcionó bien y era mucho más silencioso que otros motores gemelos disponibles por entonces, brindando hasta 14 hp y permaneciendo en producción durante varios años.
El vehículo de seis cilindros de Protos encontró muchos compradores, incluidos el  Príncipe Guillermo de Alemania y su hermano Enrique de Prusia, quien inventó y patentó el primer limpiaparabrisas para automóviles en 1908. La colección de automóviles del príncipe heredero, el futuro Guillermo II, consistía en su totalidad en Protos para que la empresa pudiera publicitarse en 1911 con la frase siguiente: "El príncipe heredero alemán, deportista y experto en automóviles, conduce solo vehículos Protos".
En 1906, la sede se trasladó del número 39 Schöneberg Großgörschenstraße a Berlín-Reinickendorf. Los Protos obtuvieron reconocimiento mundial en 1908, cuando fue el primero en cruzar la línea de meta en la carrera Nueva York - París de 1908 organizada por los periódicos Le Matin de París y The New York Times: seis competidores recorrieron unas 13 000 millas (20 900 km) por carreteras y caminos; y otras 10 000 millas (16 100 km) adicionales embarcados. En 1910, tras atravesar dificultades financieras, Siemens-Schuckert-Werken y Ernst Valentin compraron la empresa y la trasladaron a Nonnendamm, de ahí el nombre "Protos Automobilwerk Nonnendamm GmbH". En 1911, el nombre de la empresa se cambió a Protos Automobil GmbH.
Protos también desarrolló vehículos eléctricos, algunos de los cuales fueron producidos por "Bergmann Elektrizitätswerken" en Berlín-Wilhelmsruh. En 1926, la empresa se vendió a AEG y Protos se fusionó con NAG (Nationale Automobil Gesellschaft), una subsidiaria de AEG. La empresa NAG-Protos AG se disolvió un año después, en 1927. En sus 22 años de existencia, la empresa produjo más de 25 000 vehículos.
Alrededor de 1908 en Nonnendamm, cerca de Berlín, Protos construyó camiones eléctricos para uso municipal. El vehículo Protos era impulsado por motores situados en las ruedas traseras. Además del volante normal, había dos volantes adicionales ubicados a la izquierda y a la derecha que el conductor podía operar mientras caminaba al lado del vehículo. Protos también suministró este utilitario E-LKW como camión normal de cuatro toneladas de carga útil y como ómnibus. El chasis fue construido por Siemens-Schuckertwerke y los motores por Siemens & Halske. En 1911 se introdujeron los vehículos eléctricos comerciales. Además de automóviles y furgonetas, a partir de 1913 se produjeron modelos de camiones y autocares con 2,5 t de capacidad y hasta 30 CV. Durante la Primera Guerra Mundial llegaron muchos camiones con 40 hp y una carga útil de 3 t. Además se construyó un modelo con 50 hp y 4.5 t de carga útil. Después de la guerra, los camiones ya no se producían y los que se habían almacenado todavía estuvieron disponibles hasta la década de 1920. La producción se limitó a turismos y furgonetas.

## Modelos de 1905 a 1927
Protos era un fabricante de automóviles con una reputación muy alta por su fiabilidad, debido en parte a que su automóvil participó en la carrera Nueva York - París de 1908.
| Tipo              | Período de construcción | Cilindros | Desplazamiento | Potencia        | Vmax     |
| ----------------- | ----------------------- | --------- | -------------- | --------------- | -------- |
| 17/35 hp          | 1905–1908               | 4         | 4560 cm³       | 35 hp (25,7 kW) | 85 km/h  |
| Typ E1 (18/42 hp) | 1906–1914               | 4         | 4560 cm³       | 44 hp (32,3 kW) | 90 km/h  |
| 6/10 hp           | 1908                    | 4         | 1596 cm³       | 11 hp (8,1 kW)  | 60 km/h  |
| Typ G (6/12 hp)   | 1908                    | 4         | 1502 cm³       | 12 hp (8,8 kW)  | 55 km/h  |
| 26/50 hp          | 1908–1914               | 6         | 6840 cm³       | 55 hp (40 kW)   | 100 km/h |
| Typ E2 (27/65 hp) | 1908–1914               | 6         | 6840 cm³       | 65 hp (48 kW)   | 115 km/h |
| Typ F (18/45 hp)  | 1910–1912               | 6         | 4578 cm³       | 48 hp (35,3 kW) | 100 km/h |
| Typ G1 (6/18 hp)  | 1910–1914               | 4         | 1570 cm³       | 18 hp (13,2 kW) | 60 km/h  |
| Typ C (10/30 hp)  | 1918–1924               | 4         | 2614 cm³       | 30 hp (22 kW)   | 75 km/h  |
| Typ C1 (10/45 hp) | 1924–1927               | 4         | 2614 cm³       | 45 hp (33 kW)   | 85 km/h  |

## Imágenes
|  |  |  |  |